# Trame (informatique)
Pour les articles homonymes, voir Trame.
 (novembre 2015).
Sa qualité peut être largement améliorée en utilisant un vocabulaire plus directement compréhensible.
Dans les réseaux informatiques, une trame (en anglais, frame) est une unité de transmission de données sous forme binaires. Au niveau physique, le plus bas, une trame commence par un préambule (comprenant des octets pour la synchronisation entre les équipements et un délimiteur de début de trame) et finit par un postambule (souvent un temps de pause de transmission appelée IFG, pour Inter Frame Gap). Ces bits de débuts et de fin sont identiques pour chaque trame (on parle de drapeaux). Pour la distinguer de la «trame physique», la partie des octets située entre le préambule et le postambule peut parfois être appelée «trame logique».
C'est l'unité de mesure, le PDU de la couche 2 (couche Liaison de données) dans le modèle OSI.
Une trame logique est elle-même typiquement composée : 
- d'une en-tête (ou header en anglais, contenant par exemple l'adresse de l'expéditeur et l'adresse du destinataire)
- des données que l'on veut transmettre (par exemple un paquet du protocole IP),
- et d'une en-queue (ou trailer en anglais, qui peut être une somme de contrôle pour la détection des erreurs de transmission par exemple)

Voici quatre exemples de format de trames (trois pour des réseaux filaires et un pour des réseaux sans-fil) :
- Ethernet Type I (créée par Xerox) abandonnée à l'heure actuelle ;
- Ethernet Type II (propriétaire Intel, Digital, Xerox) ;
- Ethernet IEEE 802.3 ;
- Wi-Fi IEEE 802.11.

## EthernetType II
- Préambule (7 octets) : sert à la synchronisation du signal,
- Délimiteur (1 octet) : pour signaler le début des informations de la trame,
- adresse destination (6 octets),
- adresse source (6 octets),
- EtherType (2 octets, protocole de la couche supérieure),
- données et PAD (remplissage)  La taille maximum est égale au MTU défini, qui par défaut vaut 1 500 octets. L'utilisateur doit envoyer des paquets d'au moins 46 octets sinon il y a remplissage pour atteindre les 46 octets avec le champ PAD),
- et CRC (4 octets).

## Format standardisé typique (IEEE 802.3)
- Préambule (7 octets + 1 octet pour le délimiteur),
- adresse destination (6 octets),
- adresse source (6 octets),
- longueur (taille réelle du paquet transmis par la source) (2 octets),
- données (en fonction du champ LLC utilisé les données devront atteindre au moins 38 ou 43  octets, et au plus la valeur du MTU),
- CRC (4 octets).